# Diocesi di Sorsogon
La diocesi di Sorsogon (in latino: Dioecesis Sorsogonensis) è una sede della Chiesa cattolica nelle Filippine suffraganea dell'arcidiocesi di Cáceres. Nel 2022 contava 770.649 battezzati su 828.655 abitanti. È retta dal vescovo Jose Alan Verdejo Dialogo.

## Territorio
La diocesi comprende la provincia filippina di Sorsogon nell'estrema parte meridionale dell'isola di Luzon.
Sede vescovile è la città di Sorsogon, dove si trova la cattedrale dei Santi Pietro e Paolo.
Il territorio si estende su 2.141 km² ed è suddiviso in 30 parrocchie.

## Storia
La diocesi è stata eretta il 29 giugno 1951 con la bolla Quo in Philippina di papa Pio XII, ricavandone il territorio dall'arcidiocesi di Cáceres.
Il 23 marzo 1968 ha ceduto una porzione del suo territorio a vantaggio dell'erezione della diocesi di Masbate.

## Cronotassi dei vescovi
Si omettono i periodi di sede vacante non superiori ai 2 anni o non storicamente accertati.
- Teopisto Valderrama Alberto † (10 luglio 1952 - 7 settembre 1959 nominato arcivescovo coadiutore di Cáceres[1])
- Arnulfo Surtida Arcilla † (7 settembre 1959 - 11 dicembre 1979 dimesso)
- Jesus Yu Varela † (27 novembre 1980 - 16 aprile 2003 ritirato)
- Arturo Mandin Bastes, S.V.D. † (16 aprile 2003 succeduto - 15 ottobre 2019 ritirato)
- Jose Alan Verdejo Dialogo, dal 15 ottobre 2019

## Statistiche
La diocesi nel 2022 su una popolazione di 828.655 persone contava 770.649 battezzati, corrispondenti al 93,0% del totale.
| anno | popolazione | popolazione | popolazione | presbiteri | presbiteri | presbiteri | presbiteri                | diaconi | religiosi | religiosi | parrocchie |
| anno | battezzati  | totale      | %           | numero     | secolari   | regolari   | battezzati per presbitero | diaconi | uomini    | donne     | parrocchie |
| ---- | ----------- | ----------- | ----------- | ---------- | ---------- | ---------- | ------------------------- | ------- | --------- | --------- | ---------- |
| 1970 | 444.142     | 497.786     | 89,2        | 55         | 54         | 1          | 8.075                     |         | 1         | 42        | 21         |
| 1980 | 459.000     | 512.000     | 89,6        | 41         | 41         |            | 11.195                    |         |           | 46        | 23         |
| 1990 | 564.395     | 606.877     | 93,0        | 55         | 50         | 5          | 10.261                    |         | 5         | 48        | 25         |
| 1999 | 570.810     | 633.715     | 90,1        | 77         | 67         | 10         | 7.413                     |         | 110       | 82        | 26         |
| 2000 | 578.437     | 641.320     | 90,2        | 75         | 65         | 10         | 7.712                     |         | 98        | 77        | 26         |
| 2001 | 606.048     | 673.386     | 90,0        | 77         | 67         | 10         | 7.870                     |         | 98        | 62        | 26         |
| 2002 | 631.665     | 664.911     | 95,0        | 85         | 75         | 10         | 7.431                     |         | 87        | 65        | 26         |
| 2003 | 639.580     | 673.243     | 95,0        | 81         | 67         | 14         | 7.896                     |         | 115       | 107       | 26         |
| 2004 | 651.930     | 688.903     | 94,6        | 80         | 66         | 14         | 8.149                     |         | 35        | 105       | 26         |
| 2010 | 719.000     | 777.000     | 92,5        | 89         | 62         | 27         | 8.078                     |         | 164       | 101       | 28         |
| 2014 | 776.000     | 838.000     | 92,6        | 151        | 57         | 94         | 5.139                     |         | 197       | 82        | 28         |
| 2017 | 680.874     | 728.459     | 93,5        | 159        | 56         | 103        | 4.282                     |         | 206       | 78        | 30         |
| 2020 | 713.400     | 763.230     | 93,5        | 168        | 61         | 107        | 4.246                     |         | 187       | 79        | 30         |
| 2022 | 770.649     | 828.655     | 93,0        | 95         | 71         | 24         | 8.112                     |         | 103       | 84        | 30         |